# Chakia, Uttar Pradesh
Chakia är en ort i Indien.   Den ligger i distriktet Chandauli District och delstaten Uttar Pradesh, i den centrala delen av landet, 700 km sydost om huvudstaden New Delhi. Chakia ligger 96 meter över havet och antalet invånare är 14 999.
Terrängen runt Chakia är huvudsakligen platt, men söderut är den kuperad. Terrängen runt Chakia sluttar norrut. Runt Chakia är det tätbefolkat, med 308 invånare per kvadratkilometer. Närmaste större samhälle är Ahraurā, 19,3 km väster om Chakia. I omgivningarna runt Chakia växer huvudsakligen savannskog.